# 이헌 (후한)
이헌(李憲, ? ~ 30년)은 중국 신나라의 관료이자 후한 건국 후 회남 지역에서 독자적으로 황제를 칭하며 후한과 대립했던 군웅이다. 영천군 허현(지금의 쉬창시) 사람이다.
신나라에서 여강군의 속령(屬令, 한나라의 도위에 해당)을 지내다가, 신나라 말에 장강의 도적 왕주공(王州公)이 10여 만 명의 무리를 일으켜 군현을 약탈하자 황제 왕망에게서 편장군·여강연솔(連率, 한나라의 태수에 해당)에 임명되어 왕주공을 무찔렀다.
신나라가 패망하자 여강군에 웅거했고, 갱시 원년(23년)에는 회남왕을 자칭했다. 현한이 망하고 후한이 이를 대체한 후인 건무 3년(27년)에는 스스로 천자를 일컫고 관제를 만들었으며, 그 세력은 9성, 10여만 명에 달했다.
건무 4년(28년) 가을, 후한의 광무제가 친정해 와, 마성(馬成) 등이 거느린 회계·단양·구강·육안 4군의 군대에 본거지 서현(현 허페이시 루장현)에서 포위되었다. 마성이 포위진을 견고하게 구축하자 몇 차례나 마성을 도발했으나 마성은 응하지 않고 수비만 했다. 결국 건무 6년(30년) 정월이 되자 양식이 다 떨어진 기회를 노린 후한의 공격으로 성이 함락되었고, 이헌은 도주하다 휘하 군사 백의(帛意)에게 참수되었다. 백의는 이헌의 머리를 가지고 투항해 광무제에게 어포후(漁浦侯)에 봉해졌으며, 이헌의 처자도 주살되었다.
이헌의 잔당 순우임(淳于臨) 등이 첨산에 주둔하며 안풍현령을 죽이는 등 저항했으나, 여강 사람 진중(陳衆)의 설득을 받고 투항했다.

## 출전
범엽: 《후한서》 권12 왕유장이팽노열전제2 중 이헌·주경왕두유부견마열전제12 중 마성